# Мардай (урановое месторождение)
Мардай, Дорнодское — крупное урановое месторождение в восточной части Монголии. Суммарные запасы месторождения оцениваются в 22 тыс. тонн урана, объём ежегодной добычи — более чем в 1 тыс. тонн.
Лицензией на разработку Дорнодского уранового месторождения владеет «Центрально-Азиатская урановая компания», 58 % акций которой принадлежат канадской «Khan Resources», 21 % — Атомредметзолото, 21 % — правительству Монголии.